# 5000 IAU
5000 IAU là một thiện thạc. Nó được phát hiện bởi Eleanor F. Helin vào ngày 12 tháng 08 năm 1987. Tên cũ của nó là 1987 QN7. Tên của nó là viết tắt của International Astronomical Union, là một trung tâm có trách nhiệm đặt tên các vật thể không gian.